# روس‌هراسی
روس‌هراسی یا روسوفوبیا (به روسی: Русофобия) به طیف متنوعی از احساسات منفی، بیزاری، ترس و تمسخر روسها، روسیه و فرهنگ روسیه گفته می‌شود. در مقابل، روس‌دوستی به تحسین و علاقه به فرهنگ روسی گفته می‌شود.
بخش بزرگی از این پدیده در دوران جنگ سرد پدید آمد و چنان ابزاری در برابر اتحاد جماهیر سوسیالیستی شوروی استفاده شد. برخی از این موارد همچنان در روابط با روسیه دیده می‌شود.
از سوی دیگر، ملی گرایان روس و مدافعان سیاست‌های روسیه روس‌هراسی را پروپاگاندایی در جهت برخورد با روسیه می‌دانند.
این سیاست از سوی بسیاری از کشورهای غربی برای ایجاد مشکل در روابط روسیه و سایر کشورها مخصوصاً کشورهای اروپایی، همچنان دنبال می‌شود.
بسیاری از دیپلمات‌های روسی، آمریکا را در صف اول ترویج روس هراسی می‌دانند.
موضوعی که البته توسط آمریکایی‌ها همواره رد می‌شود.
روس هراسی هرساله کمرنگ تر می‌شود و طبق آمار همه ساله تعداد کسانی که علاقمند به سفر به روسیه هستند، در بین کشورهای اروپایی و مردمشان، هرسال پررنگ تر می‌شود.
بسیاری برگزاری جام جهانی ۲۰۱۸ در روسیه را، نقطه پایان این سیاست می‌دانند.
در سال ۲۰۱۸، روسیه به عنوان میزبان رقابت‌ها، میزبان میلیونها نفر از طرفداران فوتبال از سراسر جهان بود.

## در ایران
در ایران روس هراسی به شکل گسترده شایع است و این مسئله به قراردادهای استعماری بین دولت روسیه تزاری و خاندان قاجار بازمی‌گردد.
همچنین تجاوز روسیه تزاری به شمال خاک ایران در زمان جنگ جهانی اول و دست داشتن آنان در قحطی ۱۲۹۸–۱۲۹۶ در شدت گرفتن این موضوع مؤثر است. همچنین در اشغال ایران در جنگ جهانی دوم و حضور مؤثری در انقلاب ایران توسط اتحاد جماهیر شوروی. کمک‌های تسلیحاتی و لجستیکی و اطلاعاتی و مالی به عراق در حین جنگ ایران و عراق و دست داشتن در بسیاری از سیاست‌های ایران منجمله برجام و قراردادها با آمریکا روس ستیزی افزایش زیادی داشته‌است. با این حال این احساسات مربوط به مردم ایران می‌شود و دولت ایران روابط بسیار تنگاتنگی با روسیه دارد.

## در گرجستان
همچنین روسیه با اشغال بخش‌های اعظمی از خاک گرجستان در حین جنگ روسیه و گرجستان مردم گرجستان تنفر زیادی از روسیه دارند.

## در اوکراین
بعد از الحاق کریمه به فدراسیون روسیه و حمایت روسیه از دولت‌های جدایی طلب شرق اوکراین مثل جمهوری خلق لوهانسک و جمهوری خلق دونتسک روس هراسی به پروپاگاندای رسمی حکومت اوکراین تبدیل شده‌است. در طور تاریخ نیز اوکراین شاهد قحطی تصنعی یا هولودومور توسط دولت روسیه که منجر به مرگ ۲ تا ۱۰ میلیون غیرنظامی شد، بوده‌است. 